# زیرین‌بری (زدایش)
1. یک زُداینده همسانگرد که یک زیرین‌بُری ایجاد می‌کند
2. یک زُداینده ناهمسانگرد هیچ زیرین‌بُری برجای نمی‌گذارد

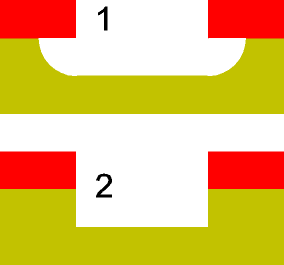

زیرین‌بُری (به انگلیسی: Undercut) یا زیربُری ناشی از زُدایش (ریزساخت) عموماً یک عارضه‌جانبی ناخواسته است. اما گاهی به عنوان یک ویژگی مانند فنّ نیمایر-دولان استفاده می‌شود. زیرین‌بری ناشی از زُدایش می‌تواند به دو دلیل رایج ایجاد شود. اولی فرازُدایش (به انگلیسی: over etching) است، به این معنی که زُداینده بیش از حد طولانی اعمال شده است. مورد دوم به دلیل یک زُداینده همسانگرد است، به این معنی که زُداینده در همه جهات به‌طور یکسان می‌زُداید. برای غلبه بر این مشکل از یک زُداینده ناهمسانگرد استفاده می‌شود.

### کتابشناسی - فهرست کتب
- Degarmo, E. Paul; Black, J T.; Kohser, Ronald A. (2003), Materials and Processes in Manufacturing (9th ed.), Wiley, ISBN 0-471-65653-4.